# Karol Gustaw d’Abancourt de Franqueville
Karol Gustaw d’Abancourt de Franqueville (Lemberg, 1811 – Pest, 1849. október 20.) lengyel nemes, katona, az 1848–49-es forradalom és szabadságharc alatt a Honvédség századosa volt. Az osztrák hadseregben szolgált, de több, a császárt bíráló és sértő levele miatt húszévnyi sáncfogságra ítélték. Az Európát elsöprő forradalmak idején amnesztiával szabadult, s beállt a Magyar Honvédségbe. Több ütközetben is részt vett, köztük a fehértemplomi és a lagerdorfi ütközetekben. Az 1849 augusztusának elején vívott szőregi csatában osztrák fogságba került, majd hadbíróság elé állították. Halálra ítélték, s másik két tiszttel együtt október 20-án felakasztották.

## Élete

### Származása és ifjúsága
D’Abancourt 1811-ben született a galíciai Lembergben (ma Lviv), egy francia eredetű lengyel nemesi család sarjaként. Fiatalkorában Samborban és Przemyślben folytatott gimnáziumi tanulmányokat, majd 1831-ben tizennégy évre önkéntesen bevonult a császári és királyi 30. Nugent gyalogezredbe. Az alakulatnál előbb tizedes, majd őrmester a 4. zászlóalj 4. századában.
1838-ban és 1839-ben egy ideig szabadságolták, ez alatt az Erdődyek birtokán volt erdész. Ezt követően azonban komarniki rokonához írt levelei miatt az osztrák hatóságok felségsértésért letartóztatták és vád alá helyezték (a leveleiben többek közt szidta V. Ferdinánd osztrák császár és magyar királyt, emellett kifejezte, hogy akár az uralkodó megölésére is képes lenne). Az ellene folyó vizsgálat eredményeként a lengyel nemest 1841. október 8-án húszesztendei sáncfogságra ítélték, emellett lefokozták egyszerű közlegénnyé. Nem tudni pontosan, hogy az uralkodóellenes levelei mellett részt vett-e a Habsburg-ellenes lengyel összeesküvők munkájában. Elítélését követően büntetését tíz évre mérsékelték, de az 1848-ban Európán végigsöprő forradalmi hullám az ő börtönének ajtaját is megnyitotta, 1848. április 27-én szabadult a temesvári erődből. Részben a megalakult első felelős magyar kormánynak való hálája is vezette, hogy szabadulását követően hamarosan belépett a szerveződő Magyar Honvédségbe.

### Pályafutása a Magyar Honvédség soraiban 1848–49-ben
A fogságból szabadult d’Abancourt 1848 nyarán lépett be a temesvári nemzetőrök közé, ahol őrmesteri rangot kapott. Részt vett a július 11-én vívott verseci ütközetben, ahol a jórészt császári alakulatokból álló magyar egységek legyőzték a 3800 főnyi szerb támadó oszlopot. D’Abancourt a Fehértemplomot védő magyar egységek mellett részese volt a Stevan Petrović Knićanin vezette augusztus 30-ai szerb támadás visszaverésében. A Közlöny október 16-i számában az augusztus végi fehértemplomi harcról írja: „hogy a megrohanásoknál vitézül viselték magukat a határ-és nemzetőrök, de különösen Abancourt Károly, a temesi nemzetőrök őrmestere, ki gyorsan jelent meg minden megrohanásnál s buzdításával lelkesíté a csapatokat”. A harcok közepette ismerte meg jövendő feleségét, egy fehértemplomi lányt, akit megmentett a fosztogató szerbektől. Részt vett a szerbek által emelt erőd, az ún. Ördöghídja melletti összecsapásokban és a lagendorfi ütközetben.
Október 6-tól (október 1-jei hatállyal) hadnaggyá nevezték ki a 9. honvédzászlóaljhoz. Fehértemplom városának polgárai december 10-én Vécsey Károly tábornok közvetítésével a hadügyminisztériumon keresztül kérést fogalmaztak meg az Országos Honvédelmi Bizottmányhoz, miszerint a Karol d’Abancourtot főhadnagyi rangban nevezzék ki a város térparancsnokává. A lengyel nemes azonban hamar Fehértemplom elhagyására kényszerült, mivel december 22-én főhadnagyi rangban a Koburg huszárezredhez került. Új feladatkörének betöltésére következő év januárjában Debrecenbe utazott. Új felelősségteljes megbízatásaként futárszolgálatot látott el Kossuth Lajos és a magyar fősereg parancsnoka, Henryk Dembiński altábornagy között. Személyes helytállásáért 1849. február 16-án alszázadossá léptették elő, s átkerült a 12. Nádor huszárezredhez. Március 10-én felhívást tett közzé a Marczius Tizenötödike hasábjain Lengyelország nemes fiai címmel.
És ti magyar testvérek! - kikkel mi szívesen halunk, vagy győzünk, ne hagyjatok soha magunkban meghalni, sem győzni, hanem egyenlő léptekkel haladjunk sűrű tűzfellegekbe, oszlassuk azokat egyesülten a valódi Soldateska szétverésével, akkor biztosak lehettek, hogy a szabadság egén felkelő napsugár a szolgaság sűrű ködét eloszlatandja. Testvérek! Vívjatok velünk lengyelül, - és mi örömmel fogjuk veletek a magyar éljent hangoztatni.

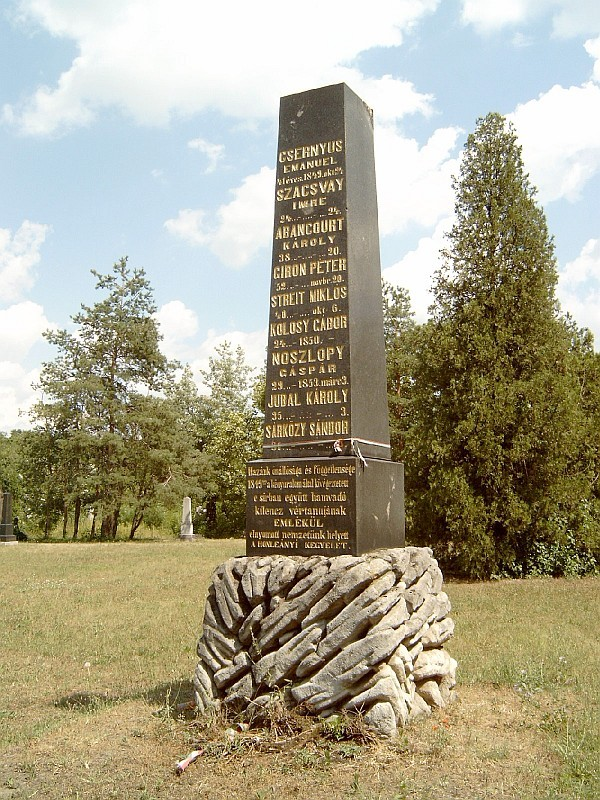
Csernus Menyhért, Szacsvay Imre, Karol Gustaw d’Abancourt de Franqueville, Peter Giron, Streith Miklós, Kolosy György, Noszlopy Gáspár, Jubál Károly, Sárközy Soma az 1848–49-es forradalom és szabadságharc és a Makk-féle összeesküvés kilenc vértanújának közös sírja a Kerepesi temetőben

Május elejétől Henryk Dembiński tábornok parancsőrtisztjeként szolgált. Ugyanebben a hónapban, május 27-én az 1848-as ördöghídjai, verseci és fehértemplomi sikereiért Kiss Ernő altábornagy a III. osztályú katonai érdemjelre terjesztette föl. Részt vett a szőregi csatában, ahol azonban osztrák fogságba került. Az osztrák hadbírósági jelentések szerint augusztus 3-án fogták el, de ezzel szemben valószínűbb a Emerich von Thurn und Taxis herceg által leírtak. A herceg visszaemlékezése szerint az eset augusztus 5-én, Csatád térségében történt. Dembiński törzskara éppen ebédelni készült, amikor a Webber hadnagy vezette osztrák svalizsérok rajtuk ütöttek. A magyar tiszteknek még sikerült elmenekülniük, de az éppen szükségét végző d’Abancourt még kardot se tudott rántani, hogy ellenálljon a császári katonáknak.
A századost elfogása után néhány nappal Pestre szállították és augusztus 13-án kezdetét vette hadbírósági kihallgatása. Kihallgatása megkezdését követően rögtön bevallotta, hogy korábbi politikai vétkéért húszévnyi sáncmunkára ítélték, tette ezt annak ellenére, hogy tudta: „visszaesőként” súlyos büntetésre számíthat. Bírái előtt igyekezett menteni a helyzetét. Állítása szerint a trónfosztás, illetve az orosz betörést követően ki akart lépni a honvédségből, de csak szabadságot engedélyeztek neki. Nem harcolt orosz csapatok ellen, s Pestről akart Fehértemplomra utazni, amikor Kossuth utasítására újra elfoglalta Dembiński tábornok parancsőrtiszti posztját. D’Abancourt emellett azt vallotta, hogy két társával együtt szándékosan estek fogságba a szőregi csatát követően.
A császári hadbíróság a nehezen hihető enyhítő körülményeket figyelmen kívül hagyva a volt honvéd századost és császári-királyi közlegényt október 19-én kötél általi halálra ítélte. Másnap a lengyel Mieczysław Woroniecki alezredessel és a német Peter Giron honvéd ezredessel együtt felakasztották a pesti Újépület udvarán. Holttestét később a Kerepesi temetőben temették el.

## Magánélete
Karol d’Abancourt házasságának története rendkívül érdekes. Az augusztus 30-ai Fehértemplom körüli harcok idején hírül vette, hogy szerb martalócok magában a helységben kezdtek fosztogatásba, mire néhány katonájával maga vette fel a harcot a szerbekkel, akiket utcáról utcára, házról házra szorítottak vissza. A szerbek egy kereskedő házába vették be magukat legvégül, melynek kapuját D’Abancourt katonáival a szerbek heves védekezése ellenére betörte, és kézitusában verték ki az ellenséget az épületből. 
Az egyik belső helyiségben találták meg a magyar katonák a ház urát, s annak lányát, akibe a lengyel nemes azonnal szerelembe esett. A tisztet elszólította a kötelesség, de a lánynak kijelentette, hogy még visszajön. Még aznap vissza is érkezett, és az apától kérte az engedélyt a házassághoz. A kereskedő a lány akaratához kötötte a házasságot, aki beleegyezett. D’Abancourt még a lakodalomból is elkéredzkedett egy rövid csetepaté idejére, majd összekötözött szerb katonákkal érkezett vissza. A történetnek azonban szomorú vége lett, mivel a lengyel hadnagyot a következő évben elfogták és kivégezték, így házassága alig több mint egy évig tartott.